# Yunganglong

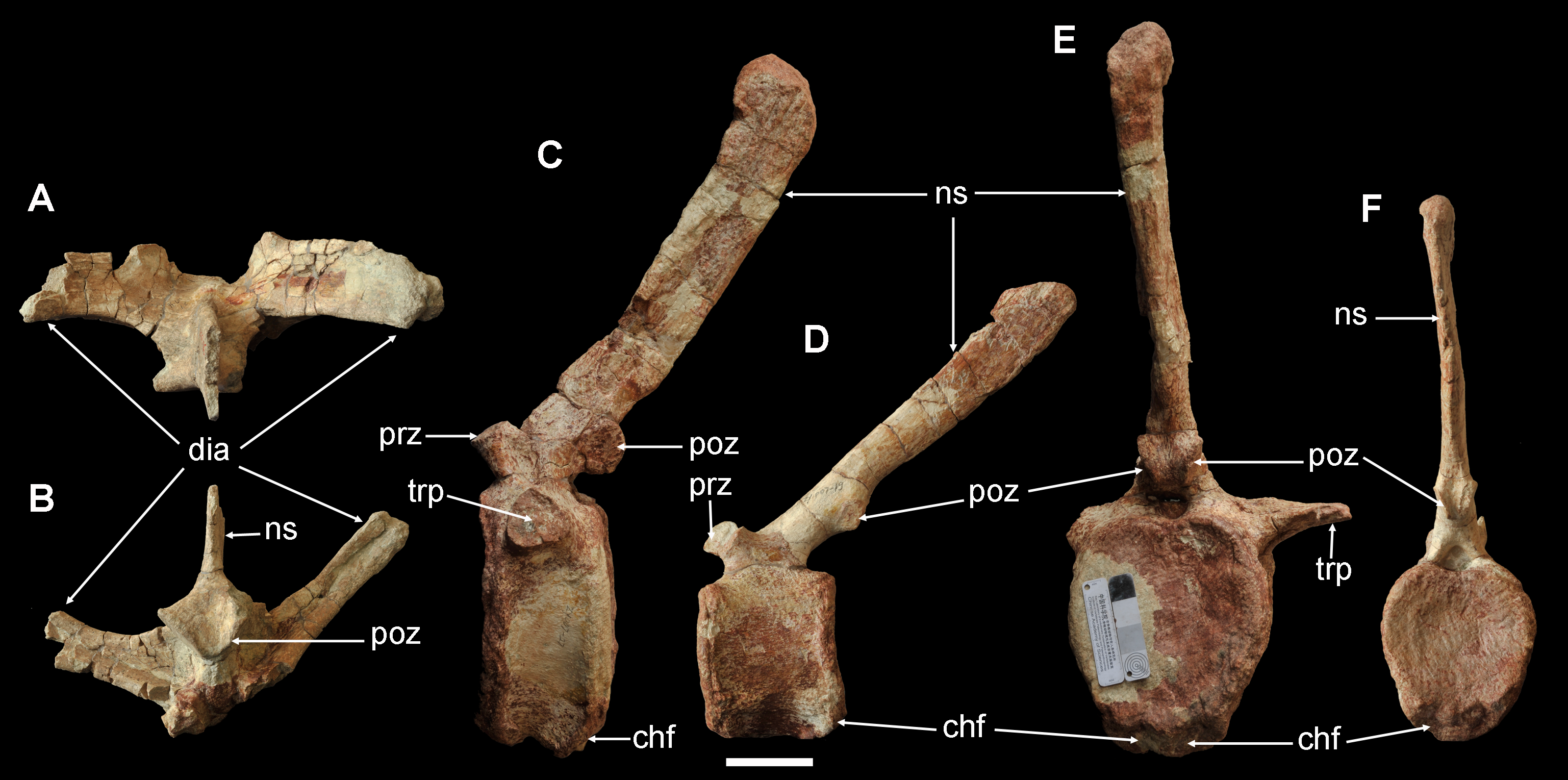
Une partie de vertèbre dorsale et deux vertèbres caudales de Yunganglong

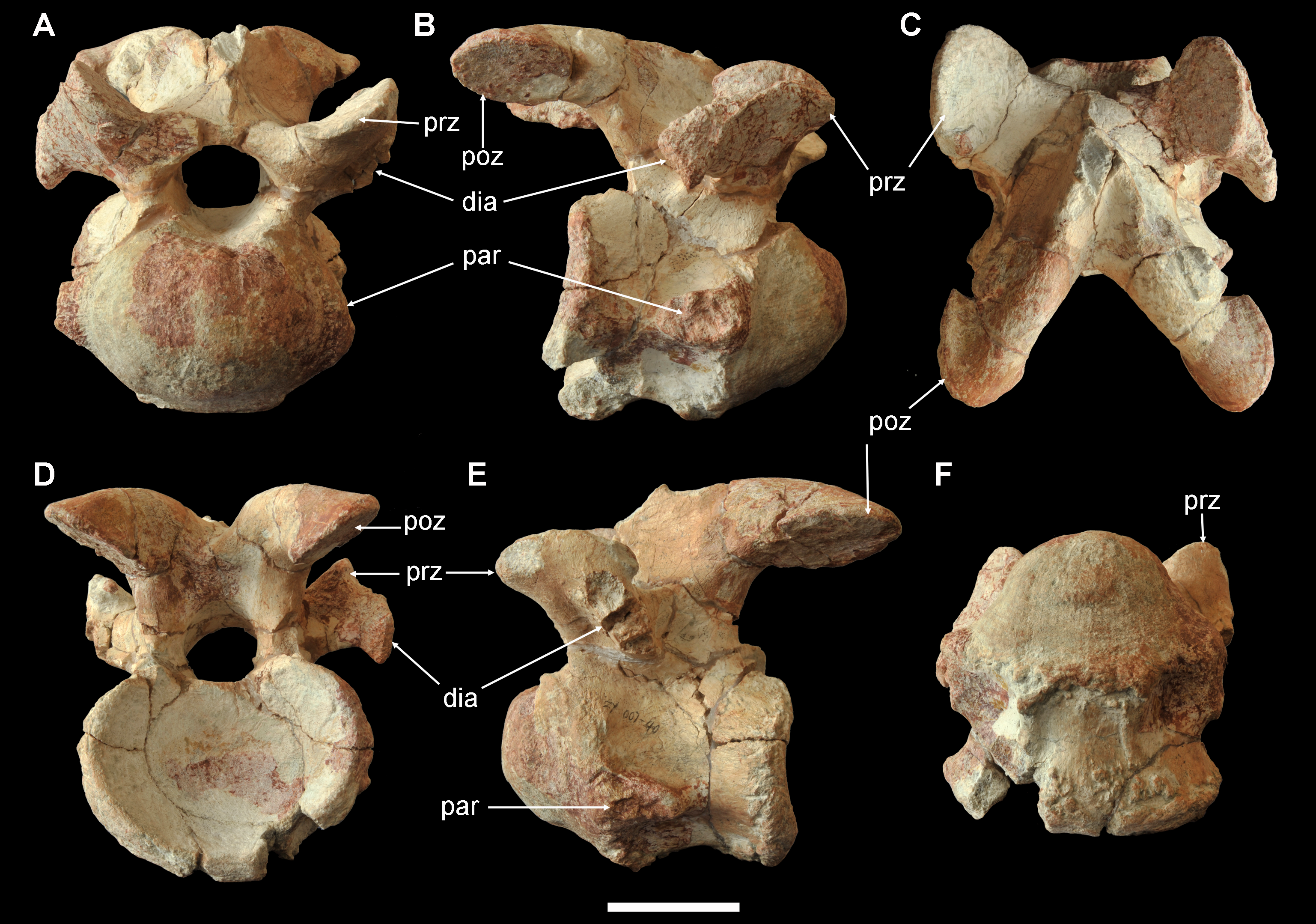
Vertèbres cervicales de Yunganglong

Yunganglong datongensis
Genre
Espèce
Yunganglong est un genre éteint  de dinosaures Hadrosauroidea basal connu du début de la formation de Zhumapu (en) inférieur du Crétacé supérieur du comté de Zuoyun, dans la province du Shanxi, dans le nord-est de la Chine. Il contient une seule espèce, Yunganglong datongensis.

## Découverte et dénomination
Yunganglong a été décrit et nommé pour la première fois par Run-Fu Wang, Hai-Lu You, Shi-Chao Xu, Suo-Zhu Wang, Jian Yi, Li-Juan Xie, Lei Jia et Ya-Xian Li, en 2013,, et l'espèce type est Y. datongensis. Le nom générique rend hommage aux grottes de Yungang, un site du patrimoine mondial de l'UNESCO construit aux 5e et 6e siècles à environ 50 km à l'est de la localité du fossile, et dérivé du long, sens « dragon » en chinois. Le nom spécifique fait référence à la ville de Datong, située dans le nord de la province du Shanxi, où l'holotype a été trouvé.
Yunganglong est connu uniquement à partir de l'holotype SXMG V 00001, numéro de champ ZY007, un squelette partiel associé mais désarticulé conservé au Musée de géologie du Shanxi. L'holotype provient d'un seul individu et comprend la partie caudo-dorsale du crâne, ZY007-37 et ZY007-38, séparées le long du plancher du crâne ; deux vertèbres cervicales ZY007-40 et ZY007-41 ; arc neural dorsal partiel et processus neuronaux ZY007-36 ; deux vertèbres caudales, dont la proximale ZY007-27 et la médiane ZY007-19 ; parties distales des deux ischions (gauche ZY007-11 et droite ZY007-12, extrémité distale du fémur gaucheZY007-32, partie proximale du tibia droit ZY007-1 et partie distale du tibia gauche avec l'astragale ZY007-2. Les restes ont été collectés en 2011 dans la localité 7 de la formation de Zhumapu, dans le cadre d'un projet de recherche de dinosaures pour le Musée de géologie du Shanxi, initié par le Département des terres et des ressources de la province du Shanxi. SXMG V 00001 a été trouvé à proximité du comté de Zuoyun, dans la partie inférieure de la formation de Zhumapu, datant du début du Crétacé supérieur sur la base de corrélations biostratigraphiques, recouvrant la formation de Zuoyun du début du Crétacé supérieur. En dehors de SXMG V 00001, des restes d'Ankylosauria et de Ceratopsia ont été trouvés dans les localités nouvellement découvertes. Le premier enregistrement de dinosaures dans la province du Shanxi a été signalé par Young (1958), dans deux localités du comté de Zuoyun. Il a attribué le matériel Hadrosauroidea trouvé dans la localité de Xinyaogou, de la région de Zuoyun, à Bactrosaurus johnsoni, y compris deux dents isolées, quelques vertèbres dont une série de 25 vertèbres caudales, une côte, un humérus droit et plusieurs os des mains et des pieds. Bien qu'il n'existe aucun matériel qui se chevauche, sur la base de la position phylogénétique plus basale et de zone stratigraphique inférieur de Yunganglong par rapport à Bactrosaurus, le matériel de Young appartient plus probablement à Yunganglong.

## Description
Wang et al. (2013) ont diagnostiqué Yunganglong datongensis en utilisant une combinaison unique de quatre caractères. La surface caudale du supra-occipital, chez Yunganglong et les Hadrosauroidea, plus avancés est fortement inclinée vers l'avant à environ 45 °, tandis qu'elle est presque verticale chez Jintasaurus et les Hadrosauriformes moins dérivés. La partie horizontale du processus paroccipital est étendue caudo-latéralement et accompagnée du squamosal, mais étendue latéralement chez Jintasaurus et les Hadrosauriformes moins dérivés. Comme observé chez Yunganglong et Jintasaurus, mais pas chez Bactrosaurus et les taxons plus avancés, la partie pendante du processus paroccipital ne se courbe pas au niveau du crâne. Enfin, Yunganglong et les Hadrosauriformes moins dérivés possèdent une rainure d'extension inter-condylienne profonde en forme de U sur le fémur, partiellement fermée par l'expansion des condyles médiaux et latéraux, tandis que chez les taxons plus avancés (par exemple Nanyangosaurus), elle est entièrement fermée.
Yunganglong ne peut pas être comparé directement avec trois autres Hadrosauroidea non Hadrosauridae. Il s'agit de Shuangmiaosaurus du Crétacé supérieur précoce de la province de Liaoning, dans le nord-est de la Chine, et de deux autres taxons du Crétacé supérieur précoce d'Amérique du Nord : Protohadros du Cénomanien et Jeyawati du Turonien. Comme les autres Hadrosauroidea, Yunganglong était un herbivore qui pouvait marcher de manière bipède et se tenir debout sur ses quatre pattes. Le crâne de Yunganglong est relativement large et bas.

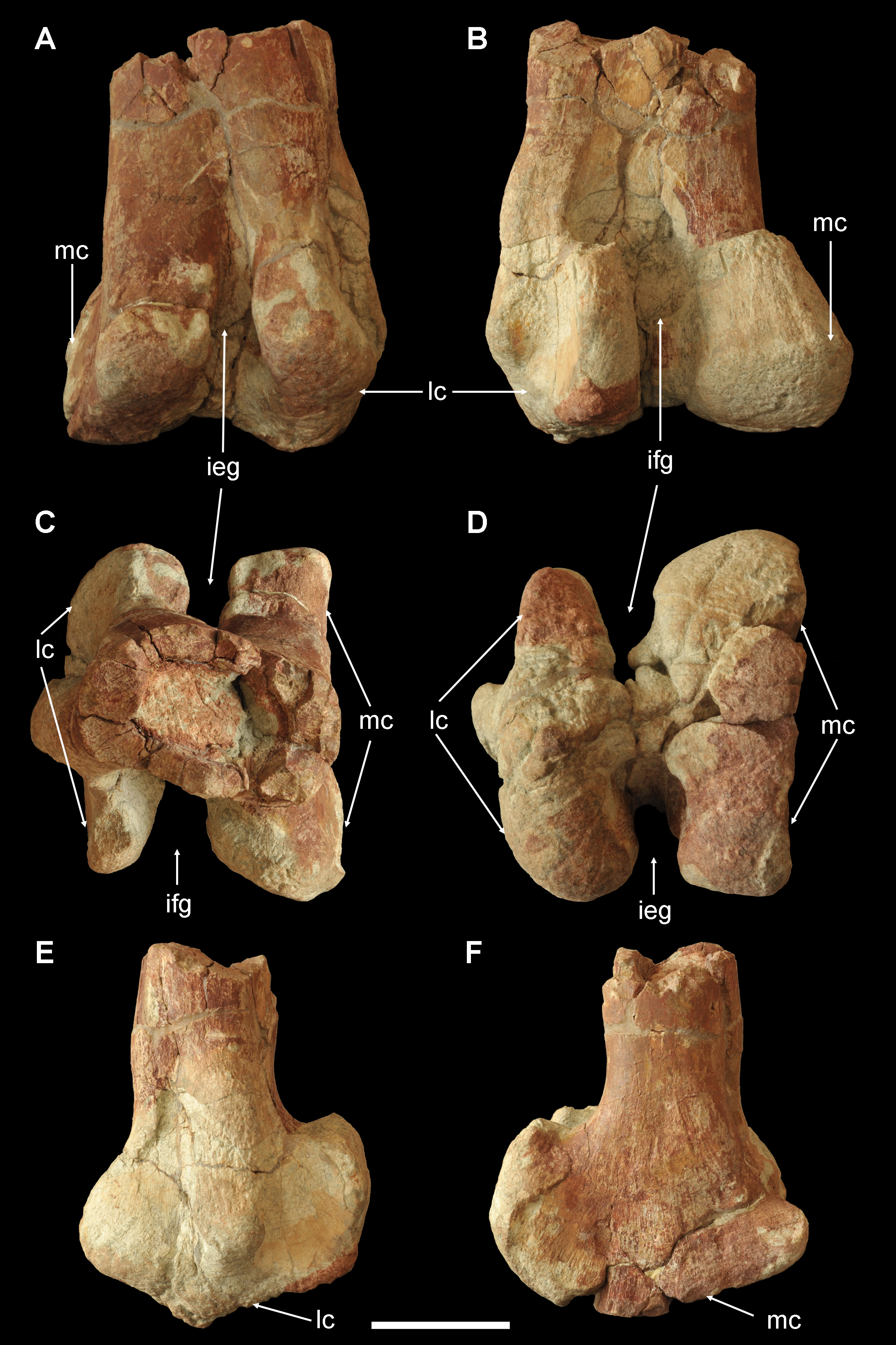
Fémur de Yunganglong

## Phylogénie
Sur la base de sa morphologie, Wang et al. (2013) ont montré que Yunganglong était plus dérivé que l'hadrosauriforme basal Iguanodon, mais plus primitif que les Hadrosauridae, tels que Edmontosaurus et Corythosaurus. Pour explorer davantage la position phylogénétique de Y. datongensis parmi les Hadrosauriformes, Wang et al. (2013) ont utilisé une version modifiée de la matrice de données présentée pour la première fois par Sues et Averianov (2009). Nanyangosaurus, Shuangmiaosaurus et Yunganglong ont été ajoutés à la matrice, et deux codages de caractères ont été modifiés. Dans l'arbre de consensus strict, Yunganglong a été retrouvé comme plus avancé que Probactrosaurus, dans une polytomie non résolue avec Jintasaurus, Protohadros, Nanyangosaurus, Shuangmiaosaurus, Levnesovia, Bactrosaurus, Tanius, Telmatosaurus et le clade formé par Aralosaurus et les Hadrosauridae. L'arbre de la règle de la majorité à 50 % a résolu davantage sa position phylogénétique, comme le montre le cladogramme ci-dessous :

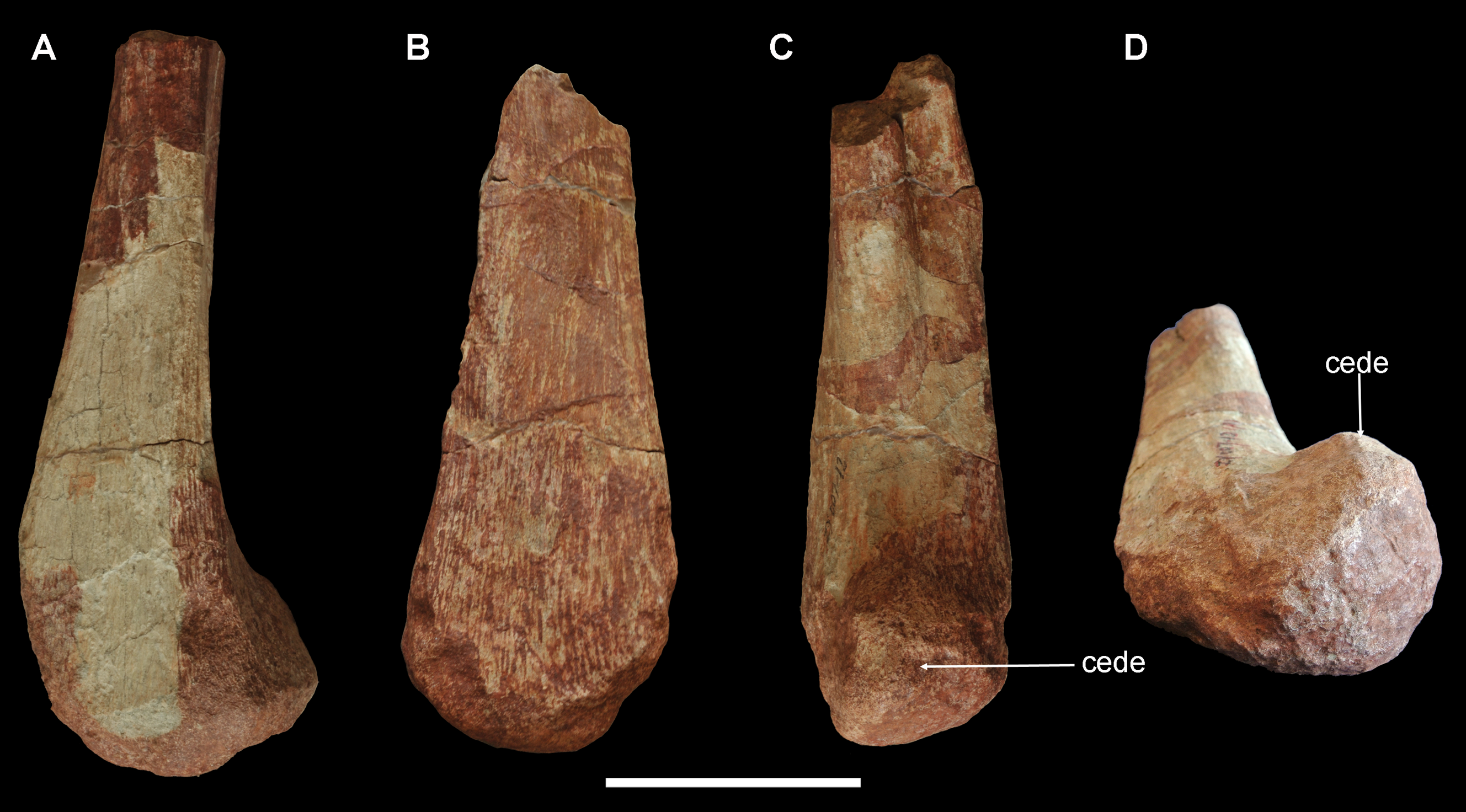
Ischion de Yunganglong

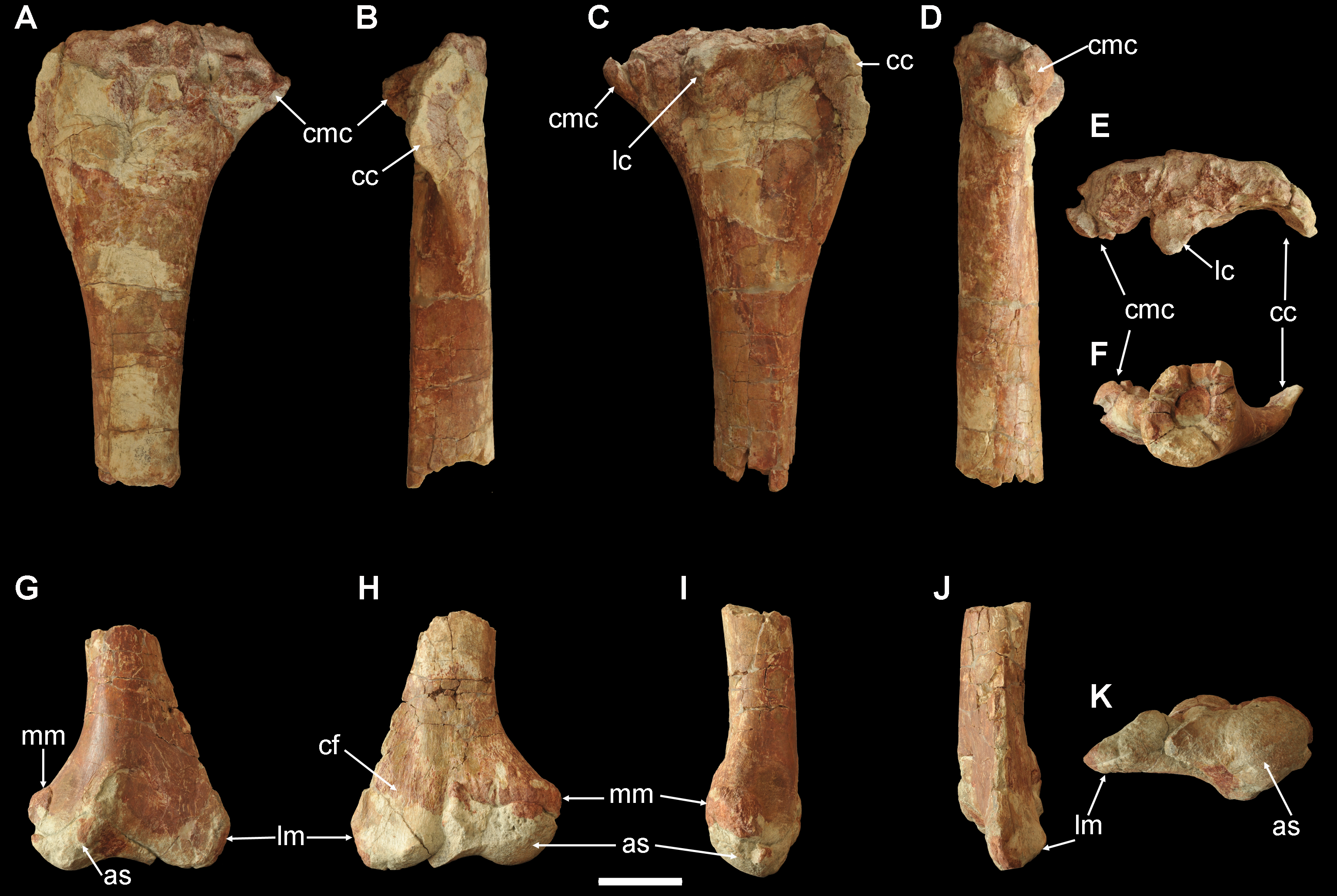
Tibia et astragale de Yunganglong

|  | Eolambia    |
|  |             |
|  | Fukuisaurus |
|  |             |

|  | Bactrosaurus |
|  |              |
|  | Levnesovia   |
|  |              |

|  | Telmatosaurus                                                 |
|  |                                                               |
|  | \| \| Aralosaurus \| \| \| \| \| \| Hadrosauridae \| \| \| \| |
|  |                                                               |
|  | Aralosaurus                                                   |
|  |                                                               |
|  | Hadrosauridae                                                 |
|  |                                                               |

|  | Aralosaurus   |
|  |               |
|  | Hadrosauridae |
|  |               |

|  | Bactrosaurus |
|  |              |
|  | Levnesovia   |
|  |              |

|  | Telmatosaurus                                                 |
|  |                                                               |
|  | \| \| Aralosaurus \| \| \| \| \| \| Hadrosauridae \| \| \| \| |
|  |                                                               |
|  | Aralosaurus                                                   |
|  |                                                               |
|  | Hadrosauridae                                                 |
|  |                                                               |

|  | Aralosaurus   |
|  |               |
|  | Hadrosauridae |
|  |               |

|  | Bactrosaurus |
|  |              |
|  | Levnesovia   |
|  |              |

|  | Telmatosaurus                                                 |
|  |                                                               |
|  | \| \| Aralosaurus \| \| \| \| \| \| Hadrosauridae \| \| \| \| |
|  |                                                               |
|  | Aralosaurus                                                   |
|  |                                                               |
|  | Hadrosauridae                                                 |
|  |                                                               |

|  | Aralosaurus   |
|  |               |
|  | Hadrosauridae |
|  |               |

|  | Bactrosaurus |
|  |              |
|  | Levnesovia   |
|  |              |

|  | Telmatosaurus                                                 |
|  |                                                               |
|  | \| \| Aralosaurus \| \| \| \| \| \| Hadrosauridae \| \| \| \| |
|  |                                                               |
|  | Aralosaurus                                                   |
|  |                                                               |
|  | Hadrosauridae                                                 |
|  |                                                               |

|  | Aralosaurus   |
|  |               |
|  | Hadrosauridae |
|  |               |

|  | Bactrosaurus |
|  |              |
|  | Levnesovia   |
|  |              |

|  | Telmatosaurus                                                 |
|  |                                                               |
|  | \| \| Aralosaurus \| \| \| \| \| \| Hadrosauridae \| \| \| \| |
|  |                                                               |
|  | Aralosaurus                                                   |
|  |                                                               |
|  | Hadrosauridae                                                 |
|  |                                                               |

|  | Aralosaurus   |
|  |               |
|  | Hadrosauridae |
|  |               |

|  | Bactrosaurus |
|  |              |
|  | Levnesovia   |
|  |              |

|  | Telmatosaurus                                                 |
|  |                                                               |
|  | \| \| Aralosaurus \| \| \| \| \| \| Hadrosauridae \| \| \| \| |
|  |                                                               |
|  | Aralosaurus                                                   |
|  |                                                               |
|  | Hadrosauridae                                                 |
|  |                                                               |

|  | Aralosaurus   |
|  |               |
|  | Hadrosauridae |
|  |               |

|  | Bactrosaurus |
|  |              |
|  | Levnesovia   |
|  |              |

|  | Telmatosaurus                                                 |
|  |                                                               |
|  | \| \| Aralosaurus \| \| \| \| \| \| Hadrosauridae \| \| \| \| |
|  |                                                               |
|  | Aralosaurus                                                   |
|  |                                                               |
|  | Hadrosauridae                                                 |
|  |                                                               |

|  | Aralosaurus   |
|  |               |
|  | Hadrosauridae |
|  |               |

|  | Bactrosaurus |
|  |              |
|  | Levnesovia   |
|  |              |

|  | Telmatosaurus                                                 |
|  |                                                               |
|  | \| \| Aralosaurus \| \| \| \| \| \| Hadrosauridae \| \| \| \| |
|  |                                                               |
|  | Aralosaurus                                                   |
|  |                                                               |
|  | Hadrosauridae                                                 |
|  |                                                               |

|  | Aralosaurus   |
|  |               |
|  | Hadrosauridae |
|  |               |

|  | Eolambia    |
|  |             |
|  | Fukuisaurus |
|  |             |

|  | Bactrosaurus |
|  |              |
|  | Levnesovia   |
|  |              |

|  | Telmatosaurus                                                 |
|  |                                                               |
|  | \| \| Aralosaurus \| \| \| \| \| \| Hadrosauridae \| \| \| \| |
|  |                                                               |
|  | Aralosaurus                                                   |
|  |                                                               |
|  | Hadrosauridae                                                 |
|  |                                                               |

|  | Aralosaurus   |
|  |               |
|  | Hadrosauridae |
|  |               |

|  | Bactrosaurus |
|  |              |
|  | Levnesovia   |
|  |              |

|  | Telmatosaurus                                                 |
|  |                                                               |
|  | \| \| Aralosaurus \| \| \| \| \| \| Hadrosauridae \| \| \| \| |
|  |                                                               |
|  | Aralosaurus                                                   |
|  |                                                               |
|  | Hadrosauridae                                                 |
|  |                                                               |

|  | Aralosaurus   |
|  |               |
|  | Hadrosauridae |
|  |               |

|  | Bactrosaurus |
|  |              |
|  | Levnesovia   |
|  |              |

|  | Telmatosaurus                                                 |
|  |                                                               |
|  | \| \| Aralosaurus \| \| \| \| \| \| Hadrosauridae \| \| \| \| |
|  |                                                               |
|  | Aralosaurus                                                   |
|  |                                                               |
|  | Hadrosauridae                                                 |
|  |                                                               |

|  | Aralosaurus   |
|  |               |
|  | Hadrosauridae |
|  |               |

|  | Bactrosaurus |
|  |              |
|  | Levnesovia   |
|  |              |

|  | Telmatosaurus                                                 |
|  |                                                               |
|  | \| \| Aralosaurus \| \| \| \| \| \| Hadrosauridae \| \| \| \| |
|  |                                                               |
|  | Aralosaurus                                                   |
|  |                                                               |
|  | Hadrosauridae                                                 |
|  |                                                               |

|  | Aralosaurus   |
|  |               |
|  | Hadrosauridae |
|  |               |

|  | Bactrosaurus |
|  |              |
|  | Levnesovia   |
|  |              |

|  | Telmatosaurus                                                 |
|  |                                                               |
|  | \| \| Aralosaurus \| \| \| \| \| \| Hadrosauridae \| \| \| \| |
|  |                                                               |
|  | Aralosaurus                                                   |
|  |                                                               |
|  | Hadrosauridae                                                 |
|  |                                                               |

|  | Aralosaurus   |
|  |               |
|  | Hadrosauridae |
|  |               |

|  | Bactrosaurus |
|  |              |
|  | Levnesovia   |
|  |              |

|  | Telmatosaurus                                                 |
|  |                                                               |
|  | \| \| Aralosaurus \| \| \| \| \| \| Hadrosauridae \| \| \| \| |
|  |                                                               |
|  | Aralosaurus                                                   |
|  |                                                               |
|  | Hadrosauridae                                                 |
|  |                                                               |

|  | Aralosaurus   |
|  |               |
|  | Hadrosauridae |
|  |               |

|  | Bactrosaurus |
|  |              |
|  | Levnesovia   |
|  |              |

|  | Telmatosaurus                                                 |
|  |                                                               |
|  | \| \| Aralosaurus \| \| \| \| \| \| Hadrosauridae \| \| \| \| |
|  |                                                               |
|  | Aralosaurus                                                   |
|  |                                                               |
|  | Hadrosauridae                                                 |
|  |                                                               |

|  | Aralosaurus   |
|  |               |
|  | Hadrosauridae |
|  |               |

|  | Bactrosaurus |
|  |              |
|  | Levnesovia   |
|  |              |

|  | Telmatosaurus                                                 |
|  |                                                               |
|  | \| \| Aralosaurus \| \| \| \| \| \| Hadrosauridae \| \| \| \| |
|  |                                                               |
|  | Aralosaurus                                                   |
|  |                                                               |
|  | Hadrosauridae                                                 |
|  |                                                               |

|  | Aralosaurus   |
|  |               |
|  | Hadrosauridae |
|  |               |

|  | Eolambia    |
|  |             |
|  | Fukuisaurus |
|  |             |

|  | Bactrosaurus |
|  |              |
|  | Levnesovia   |
|  |              |

|  | Telmatosaurus                                                 |
|  |                                                               |
|  | \| \| Aralosaurus \| \| \| \| \| \| Hadrosauridae \| \| \| \| |
|  |                                                               |
|  | Aralosaurus                                                   |
|  |                                                               |
|  | Hadrosauridae                                                 |
|  |                                                               |

|  | Aralosaurus   |
|  |               |
|  | Hadrosauridae |
|  |               |

|  | Bactrosaurus |
|  |              |
|  | Levnesovia   |
|  |              |

|  | Telmatosaurus                                                 |
|  |                                                               |
|  | \| \| Aralosaurus \| \| \| \| \| \| Hadrosauridae \| \| \| \| |
|  |                                                               |
|  | Aralosaurus                                                   |
|  |                                                               |
|  | Hadrosauridae                                                 |
|  |                                                               |

|  | Aralosaurus   |
|  |               |
|  | Hadrosauridae |
|  |               |

|  | Bactrosaurus |
|  |              |
|  | Levnesovia   |
|  |              |

|  | Telmatosaurus                                                 |
|  |                                                               |
|  | \| \| Aralosaurus \| \| \| \| \| \| Hadrosauridae \| \| \| \| |
|  |                                                               |
|  | Aralosaurus                                                   |
|  |                                                               |
|  | Hadrosauridae                                                 |
|  |                                                               |

|  | Aralosaurus   |
|  |               |
|  | Hadrosauridae |
|  |               |

|  | Bactrosaurus |
|  |              |
|  | Levnesovia   |
|  |              |

|  | Telmatosaurus                                                 |
|  |                                                               |
|  | \| \| Aralosaurus \| \| \| \| \| \| Hadrosauridae \| \| \| \| |
|  |                                                               |
|  | Aralosaurus                                                   |
|  |                                                               |
|  | Hadrosauridae                                                 |
|  |                                                               |

|  | Aralosaurus   |
|  |               |
|  | Hadrosauridae |
|  |               |

|  | Bactrosaurus |
|  |              |
|  | Levnesovia   |
|  |              |

|  | Telmatosaurus                                                 |
|  |                                                               |
|  | \| \| Aralosaurus \| \| \| \| \| \| Hadrosauridae \| \| \| \| |
|  |                                                               |
|  | Aralosaurus                                                   |
|  |                                                               |
|  | Hadrosauridae                                                 |
|  |                                                               |

|  | Aralosaurus   |
|  |               |
|  | Hadrosauridae |
|  |               |

|  | Bactrosaurus |
|  |              |
|  | Levnesovia   |
|  |              |

|  | Telmatosaurus                                                 |
|  |                                                               |
|  | \| \| Aralosaurus \| \| \| \| \| \| Hadrosauridae \| \| \| \| |
|  |                                                               |
|  | Aralosaurus                                                   |
|  |                                                               |
|  | Hadrosauridae                                                 |
|  |                                                               |

|  | Aralosaurus   |
|  |               |
|  | Hadrosauridae |
|  |               |

|  | Bactrosaurus |
|  |              |
|  | Levnesovia   |
|  |              |

|  | Telmatosaurus                                                 |
|  |                                                               |
|  | \| \| Aralosaurus \| \| \| \| \| \| Hadrosauridae \| \| \| \| |
|  |                                                               |
|  | Aralosaurus                                                   |
|  |                                                               |
|  | Hadrosauridae                                                 |
|  |                                                               |

|  | Aralosaurus   |
|  |               |
|  | Hadrosauridae |
|  |               |

|  | Bactrosaurus |
|  |              |
|  | Levnesovia   |
|  |              |

|  | Telmatosaurus                                                 |
|  |                                                               |
|  | \| \| Aralosaurus \| \| \| \| \| \| Hadrosauridae \| \| \| \| |
|  |                                                               |
|  | Aralosaurus                                                   |
|  |                                                               |
|  | Hadrosauridae                                                 |
|  |                                                               |

|  | Aralosaurus   |
|  |               |
|  | Hadrosauridae |
|  |               |

|  | Eolambia    |
|  |             |
|  | Fukuisaurus |
|  |             |

|  | Bactrosaurus |
|  |              |
|  | Levnesovia   |
|  |              |

|  | Telmatosaurus                                                 |
|  |                                                               |
|  | \| \| Aralosaurus \| \| \| \| \| \| Hadrosauridae \| \| \| \| |
|  |                                                               |
|  | Aralosaurus                                                   |
|  |                                                               |
|  | Hadrosauridae                                                 |
|  |                                                               |

|  | Aralosaurus   |
|  |               |
|  | Hadrosauridae |
|  |               |

|  | Bactrosaurus |
|  |              |
|  | Levnesovia   |
|  |              |

|  | Telmatosaurus                                                 |
|  |                                                               |
|  | \| \| Aralosaurus \| \| \| \| \| \| Hadrosauridae \| \| \| \| |
|  |                                                               |
|  | Aralosaurus                                                   |
|  |                                                               |
|  | Hadrosauridae                                                 |
|  |                                                               |

|  | Aralosaurus   |
|  |               |
|  | Hadrosauridae |
|  |               |

|  | Bactrosaurus |
|  |              |
|  | Levnesovia   |
|  |              |

|  | Telmatosaurus                                                 |
|  |                                                               |
|  | \| \| Aralosaurus \| \| \| \| \| \| Hadrosauridae \| \| \| \| |
|  |                                                               |
|  | Aralosaurus                                                   |
|  |                                                               |
|  | Hadrosauridae                                                 |
|  |                                                               |

|  | Aralosaurus   |
|  |               |
|  | Hadrosauridae |
|  |               |

|  | Bactrosaurus |
|  |              |
|  | Levnesovia   |
|  |              |

|  | Telmatosaurus                                                 |
|  |                                                               |
|  | \| \| Aralosaurus \| \| \| \| \| \| Hadrosauridae \| \| \| \| |
|  |                                                               |
|  | Aralosaurus                                                   |
|  |                                                               |
|  | Hadrosauridae                                                 |
|  |                                                               |

|  | Aralosaurus   |
|  |               |
|  | Hadrosauridae |
|  |               |

|  | Bactrosaurus |
|  |              |
|  | Levnesovia   |
|  |              |

|  | Telmatosaurus                                                 |
|  |                                                               |
|  | \| \| Aralosaurus \| \| \| \| \| \| Hadrosauridae \| \| \| \| |
|  |                                                               |
|  | Aralosaurus                                                   |
|  |                                                               |
|  | Hadrosauridae                                                 |
|  |                                                               |

|  | Aralosaurus   |
|  |               |
|  | Hadrosauridae |
|  |               |

|  | Bactrosaurus |
|  |              |
|  | Levnesovia   |
|  |              |

|  | Telmatosaurus                                                 |
|  |                                                               |
|  | \| \| Aralosaurus \| \| \| \| \| \| Hadrosauridae \| \| \| \| |
|  |                                                               |
|  | Aralosaurus                                                   |
|  |                                                               |
|  | Hadrosauridae                                                 |
|  |                                                               |

|  | Aralosaurus   |
|  |               |
|  | Hadrosauridae |
|  |               |

|  | Bactrosaurus |
|  |              |
|  | Levnesovia   |
|  |              |

|  | Telmatosaurus                                                 |
|  |                                                               |
|  | \| \| Aralosaurus \| \| \| \| \| \| Hadrosauridae \| \| \| \| |
|  |                                                               |
|  | Aralosaurus                                                   |
|  |                                                               |
|  | Hadrosauridae                                                 |
|  |                                                               |

|  | Aralosaurus   |
|  |               |
|  | Hadrosauridae |
|  |               |

|  | Bactrosaurus |
|  |              |
|  | Levnesovia   |
|  |              |

|  | Telmatosaurus                                                 |
|  |                                                               |
|  | \| \| Aralosaurus \| \| \| \| \| \| Hadrosauridae \| \| \| \| |
|  |                                                               |
|  | Aralosaurus                                                   |
|  |                                                               |
|  | Hadrosauridae                                                 |
|  |                                                               |

|  | Aralosaurus   |
|  |               |
|  | Hadrosauridae |
|  |               |